# کریسوتایل (آریزونا)
کریسوتایل (به انگلیسی: Chrysotile) یک منطقهٔ مسکونی در ایالات متحده آمریکا است که در آریزونا واقع شده‌است. کریسوتایل ۱٬۴۲۶ متر بالاتر از سطح دریا واقع شده‌است.